# Hublet
Pour les articles homonymes, voir Albert Hublet.
Le Hublet est un hameau au nord-est du village de Dailly. Avec Dailly il fait administrativement partie de la ville de Couvin, dans la province de Namur, (Région wallonne de Belgique).

## Description
Les quelques maisons qui forment le hameau se trouvent sur la crête séparant les vallées de l'Eau blanche et du Fond de l'Aisne. On y trouve des prairies calcaires érigées en réserve naturelle. Celle-ci est gérée par Natagora.